# Troglohyphantes fallax
Troglohyphantes fallax là một loài nhện trong họ Linyphiidae.
Loài này thuộc chi Troglohyphantes. Troglohyphantes fallax được Christa L. Deeleman-Reinhold miêu tả năm 1978.